# NGC 5298
NGC 5298 (również PGC 48985) – galaktyka spiralna z poprzeczką (SBb), znajdująca się w gwiazdozbiorze Centaura. Odkrył ją John Herschel 30 marca 1835 roku.